# Verdammt, ich lieb’ Dich
Singles de Matthias Reim
Von Fernen Sternen
(1984) Ich Hab' Geträumt Von Dir
(1990)
Verdammt, ich lieb’ Dich est une chanson du chanteur allemand Matthias Reim sortie en 1990.

## Histoire
Matthias Reim est compositeur pour d'autres artistes ; avec le compositeur et producteur Bernd Dietrich, il écrit Verdammt, ich lieb‘ Dich pour quelqu'un d'autre. Reim présente la chanson le 25 novembre 1989 à Electrola qui n'y croit pas tandis que Polydor accepte un premier enregistrement qui a lieu dans un studio de Göttingen appartenant à R&R Audio, la société de production de Reim et son manager Alfred Reimann. Enregistré avec Mago, sa deuxième épouse, et Heike Neumeyer en tant que chœur féminin, la chanson produite par Bernd Dietrich exprime l'incertitude à propos de l'expression de l'amour à une femme.
Le single Verdammt, ich lieb‘ Dich/Maskenball (Polydor #873 905-1) sort le 2 avril 1990. Bernhard Brink, un ami de Reim, présente le titre présente la démo à Wim Thoelke, animateur de ZDF, qui la présente dans l'émission Deutschen Schlagerparade du 18 avril 1990. La chanson devient numéro un des ventes du 18 mai au 6 septembre 1990 et finalement la plus vendue de l'année avec 500 000 exemplaires. Elle est aussi dans les meilleures ventes en Autriche, en Suisse et en Belgique.
Par la suite, Matthias Reim publie l'album Reim qui, à la même période, se vend à plus d'un million et demi d'exemplaires. Il fait aussi une version en anglais.

## Versions
Parodie
En avril 2006, Matthias Reim a une faillite personnelle de 12.5 millions d'euros. Il accepte d'en faire une version pour la publicité télévisuelle d'une société de location de voitures, Verdammt ich hab‘ nix, ich miet‘ bei Sixt.
Reprises
- 1990 : Fix & Fertig
- 1992 : Norbert und die Feiglinge
- 1994 : Ulli Martin
- 1996 : Matt Raves
- 1996 : Jürgen Drews (Verdammt, ich mief’ nicht)
- 1997 : Planlos
- 2002 : Ich Troje (Kochaj mnie Kochaj)
- 2003 : Baracuda (Damn! (Remember the Time))
- 2004 : Frank Zander
- 2005 : Bahnhof
- 2006 : DJ Ralli
- 2007 : Sha feat. Matthias Reim
- 2010 : BBQ
- 2014 : Johannes Spanner
- 2015 : UnderCover

## Source de la traduction
- (de) Cet article est partiellement ou en totalité issu de l’article de Wikipédia en allemand intitulé « Verdammt, ich lieb’ Dich » (voir la liste des auteurs).